# Gabro

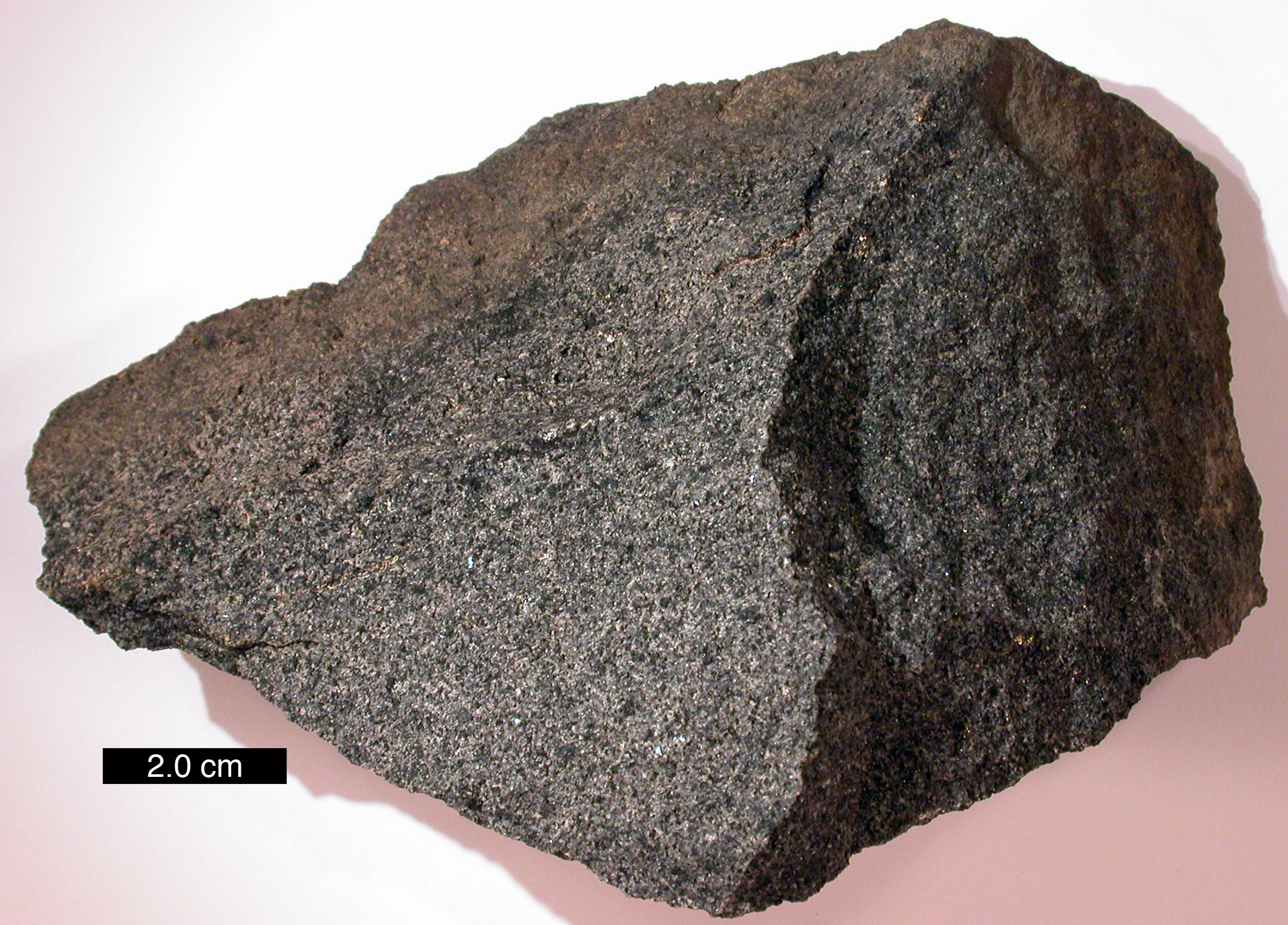
Mẫu đá gabbro; Rock Creek Canyon, miền đông Sierra Nevada, California.

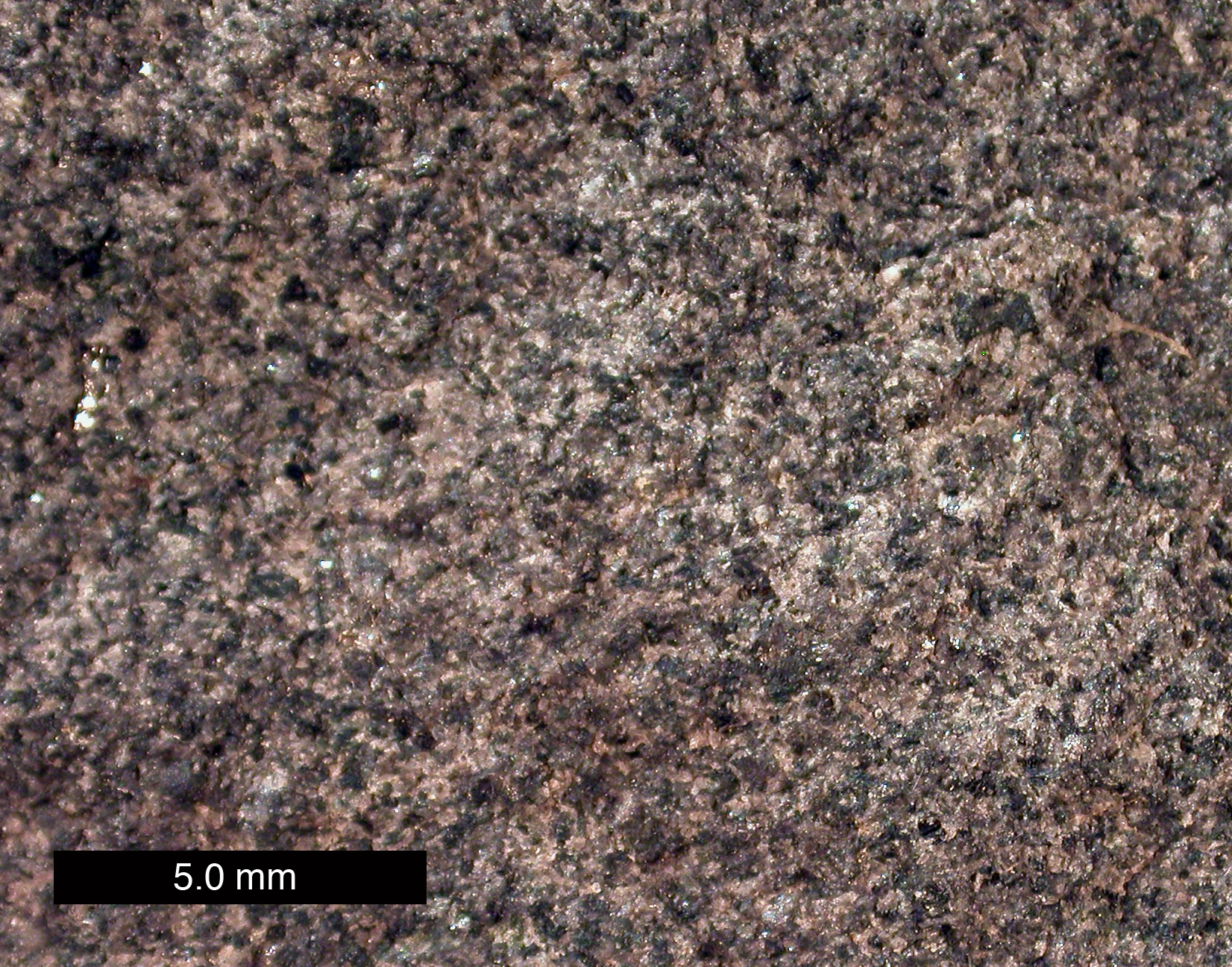
Mẫu đá gabbro nhìn gần; Rock Creek Canyon, miền đông Sierra Nevada, California.

Gabro hay gabbro (/ˈɡæbrəʊ/) là một nhóm lớn của đá mácma xâm nhập, hạt thô, sẫm màu có thành phần hóa học giống với đá bazan. Các đá xâm nhập sâu được hình thành từ quá trình kết tinh của mácma nóng chảy dưới mặt đất.
Phần lớn cấu tạo bên dưới bề mặt Trái Đất là gabbro đặc biệt là trong vỏ đại dương.

## Thạch học

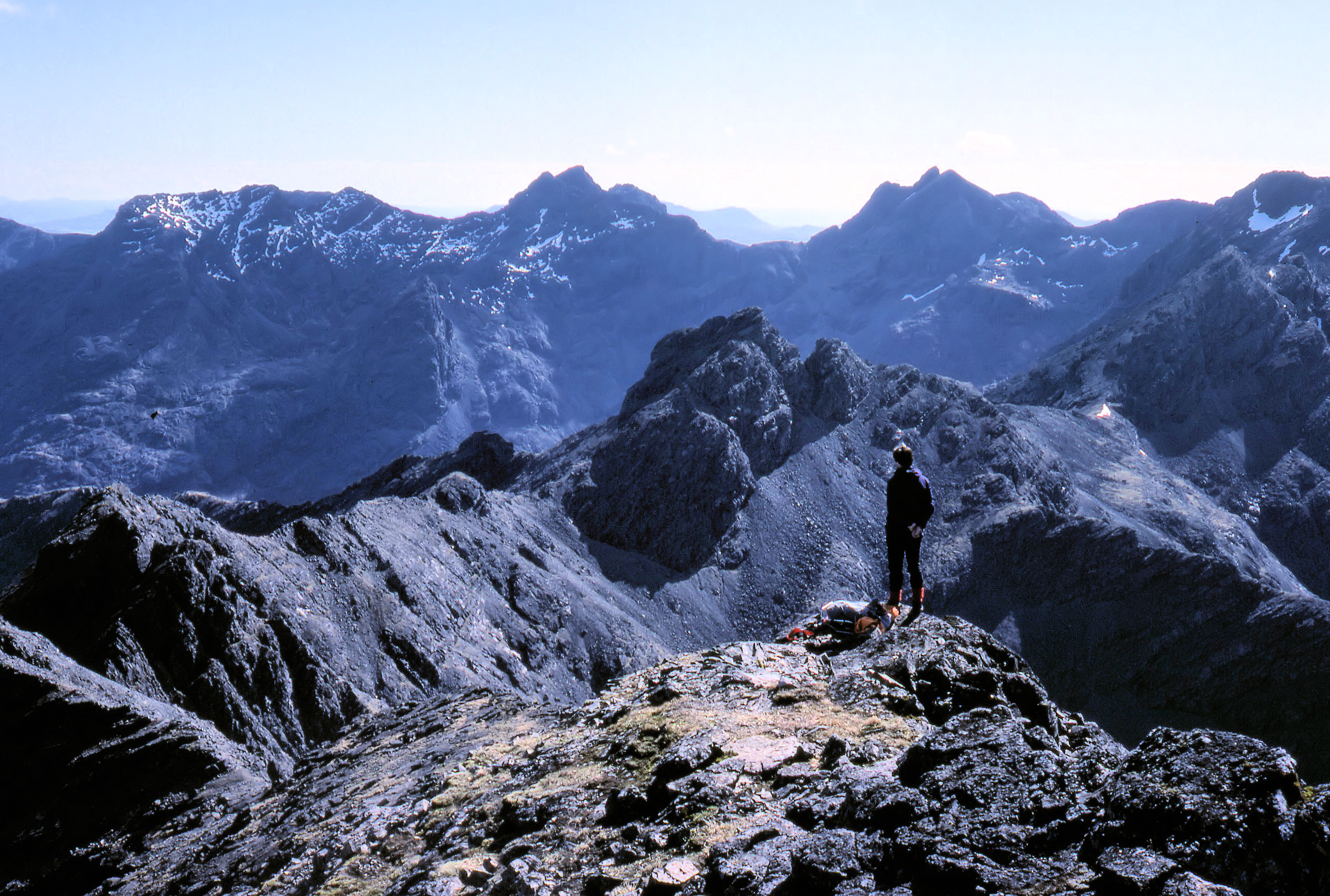
Địa hình đá gabbro ở Cuillin, Isle of Skye, Scotland.

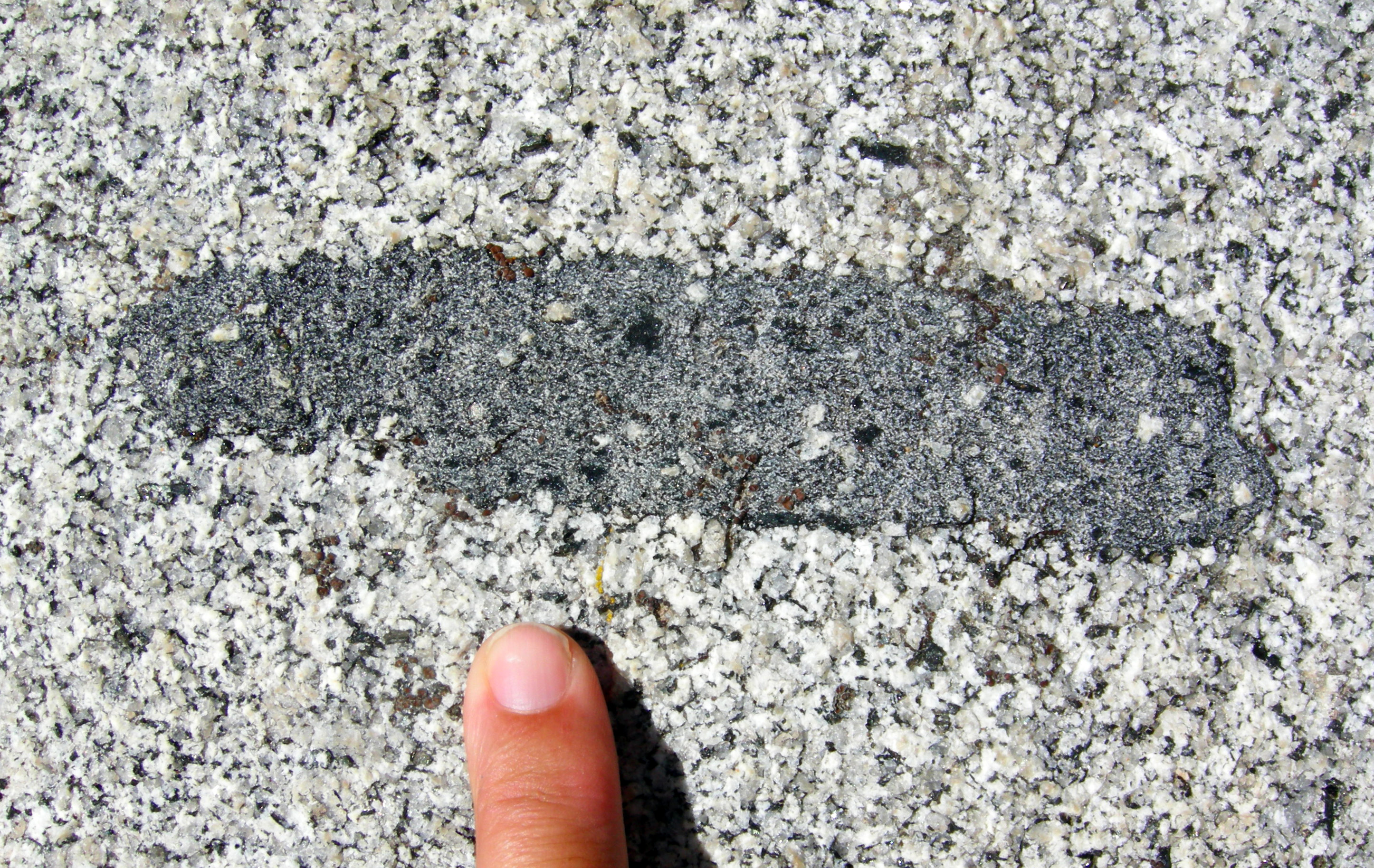
Gabbro bị bắt tù trong đá granite, miền đông Sierra Nevada, Rock Creek Canyon, California.

Gabbro có tỷ trọng lớn, màu lục hoặc đỏ thẩm và chứa các khoáng vật như pyroxen, plagiocla, amphibol, và olivin (tên gọi gabbro olivin dung để chỉ loại đá gabbro có chứa nhiều olivin).
Trong đá gabbro pyroxene phổ biến nhất là loại clinopyroxen; còn orthopyroxen thì  rất ít. Nếu lượng orthopyroxen lớn hơn clinopyroxen thì gọi là Norit. Gabbro thạch anh cũng hay gặp trong tự nhiên và được hình thành từ mácma quá bão hòa silica. Essexit đặc trưng cho gabbro được hình thành từ mácma chưa bão hòa silica. (Sự bão hòa silica của đá có để được đánh giá dựa trên các tiêu chuẩn của khoáng vật học). Gabbro cũng chứa chứa một ít (vài phần trăm) oxide sắt-titan như magnetit, ilmenit, và ulvospinel.
Gabbro thường có kiến trúc hạt thô, với kích thước các tinh thể trong đá thường lớn hơn mm. Các đá có hạt mịn hơn có thành phần hóa học giống gabbro được gọi là diabaz. Gabbro có thể có hạt rất thô giống như pegmatit, và các tổ hợp pyroxen-plagioclas thường đặc trưng cho đá gabbro hạt thô, mặc dù tinh thể của chúng ở dạng kim.
Gabbro luôn có kiến trúc hạt đồng đều (hiển tinh), mặc dù đôi khi thấy dạng ban tinh (pocphia), đặc biệt khi các tinh thể plagioclas kết tinh sớm hơn các khoáng vật cấu tạo nên phần nền của đá (xem kiến trúc ban tinh).

## Phân bố
Gabbro có thể được hình thành ở dạng khối, thông qua quá trình kết tinh tại chỗ các khoáng vật pyroxene và plagioclas, hay hình thành dạng lớp xâm nhập như là quá trình tập hợp các khoáng vật pyroxen và plagioclas.
Gabbro là thành phần chính của vỏ đại dương, và có thể được tìm thấy trong các phức hợp ophiolit thuộc vùng III và IV (đai mạch đến gabbro dạng khối). Mạch gabbro xâm nhập dài được hình thành ở đới tách giản proto và rìa đới tách giãn cổ. Các giả thuyết lớp phủ dạng lông chim dựa trên việc xác định các đá xâm nhập thành phần maficvà siêu mafic và bazan có cùng tuổi.

## Sử dụng
Gabbro thường chứa các khoáng vật sunfit có giá trị như: crôm, niken, coban, vàng, bạc, platin, và đồng.
Các loại đá gabbro có thể sử dụng làm đá trang trí, đá lót vĩa hè và nó có tên gọi thương mại khác là đá hoa cương đen ('black granit'). Đá này cũng được sử dụng rất phổ biến làm bia mộ, trong nhà bếp và các bàn tiếp tân.

## Từ nguyên học
Gabbro là tên gọi được nhà địa chất người Đức Christian Leopold von Buch đặt lấy từ tên của một thị trấn ở vùng Tuscany, Ý. Essexit cũng là tên của một địa danh ở hạt Essex, Massachusetts, Hoa Kỳ.